# Consorcio para la Gestión de la Investigación Básica y Aplicada en África al Sur del Sahara
El Consorcio para la Gestión de la Investigación Básica y Aplicada en África al Sur del Sahara (del francés: Consortium pour le Management de la Recherche Fondamentale et Appliquée en Afrique au Sud du Sahara) o COMREFAS es una institución multidisciplinaria internacional cuyo propósito es organizar y promover la investigación fundamental y aplicada en África en las esferas científicas siguientes:

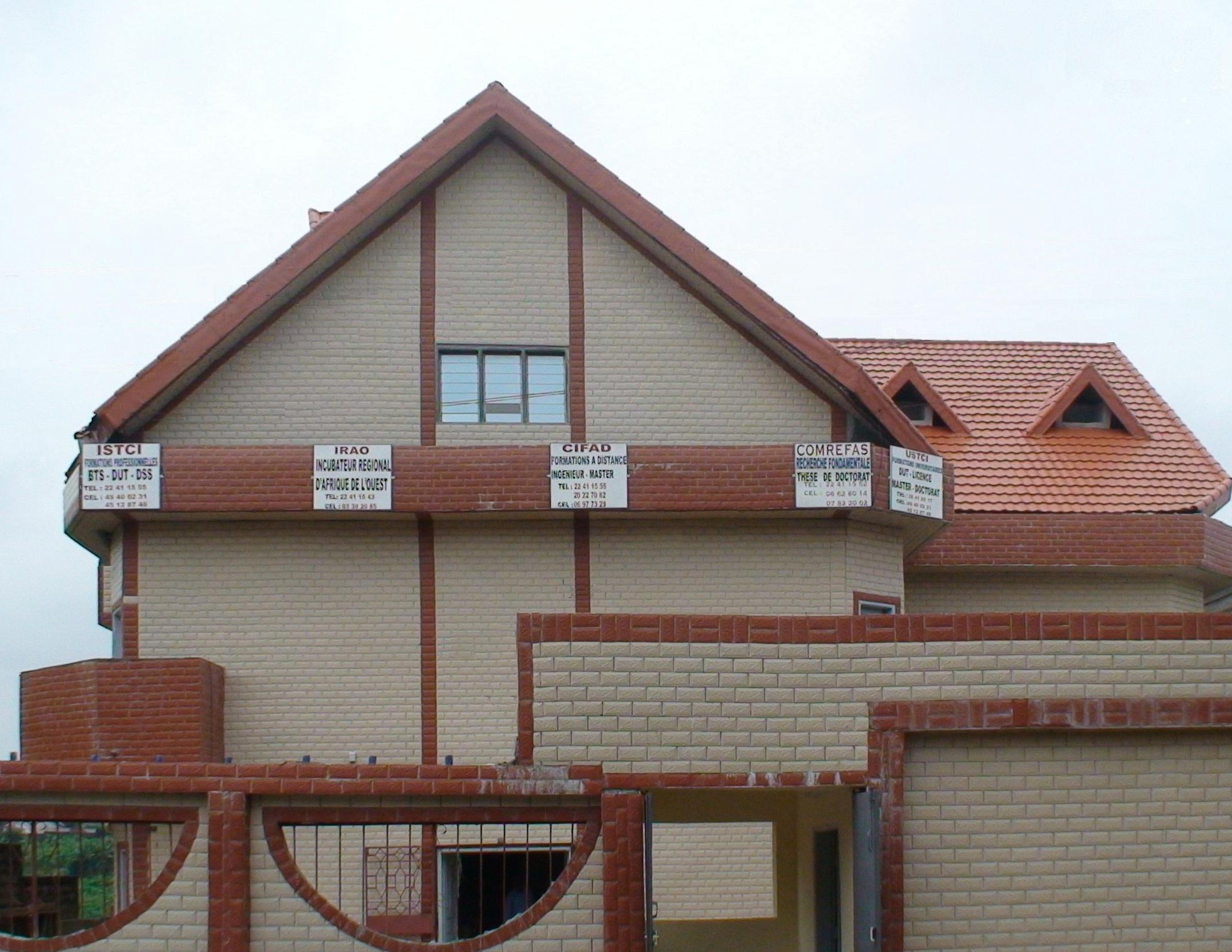
COMREFAS sede en Abiyán.

- Gestión,
- Economía,
- Ciencias sociales,
- Derecho público,
- Derecho privado,
- Ciencias y tecnología aplicadas,
- Etc.

## Historia
Establecido en 2009 por la Red de Universidades de Ciencias y Tecnologías de países del África subsahariana (en francés: « Réseau des Universités des Sciences et Technologies des pays d'Afrique au Sud du Sahara» o « RUSTA»), el COMREFAS es el centro de investigación que es común a todas las instituciones miembros del RUSTA (Universidad de Ciencias y Tecnologías de Benín, Universidad de Ciencias y Tecnologías de Costa de Marfil, Universidad de Ciencias y Tecnologías de Togo, Instituto Superior Tecnológico de Costa de Marfil, etc.).
Su sede se encuentra en Abiyán, la capital económica de Costa de Marfil.

## Misiones
La misión del COMREFAS es contribuir al desarrollo y mejora de la investigación científica en los países de África. Esto es parte de un deseo de unir a la comunidad científica en torno a una visión compartida, estimulante y a un futuro prometedor para las sociedades africanas.
Para ello, el COMREFAS trata promover:
- La cooperación académica y científica,
- Intercambios con organizaciones e instituciones,
- La difusión de conocimientos a través de reuniones científicas,
- La formación de estudiantes de doctorado, etc.